# Punto y coma
El punto y coma (;) es un signo ortográfico de puntuación que se representa con una coma que está superpuesta a un punto que se encuentra en la parte superior (línea de base tipográfica). Indica una pausa mayor que la marcada por la coma y menor que la señalada por el punto: el mismo tiempo que representa otros signos ortográficos como los dos puntos. El plural de punto y coma es invariable, es decir, se mantiene igual.
Se emplea para indicar los diversos tipos de relación sintáctica o semántica que se pueden establecer entre distintas unidades lingüísticas, que pueden usarse de dos formas: para jerarquizar la información o para indicar la relación semántica.
El punto y coma debe escribirse pegado a la palabra o al signo que lo precede y separado por un espacio de la palabra o del signo que lo sigue(;). La primera palabra que aparece tras el punto y coma debe escribirse siempre en una minúscula (con algunas excepciones).
Entre todos los signos de puntuación, este es el que presenta un mayor grado de subjetividad en su empleo, pues, en muchos casos es posible optar, en su lugar, por otro signo de puntuación: como el punto y seguido, los dos puntos o la coma. Esto no significa que el punto y coma sea un signo prescindible.
En sus inicios, se le denominaba semicolon o colon imperfecto: nombre que en inglés sigue conservando (semicolon); sin embargo, su nombre actual se debe a la descripción gráfica de los dos signos de puntuación que constituyen a este signo intermedio. Otras lenguas romances también tienen este signo ortográfico con un nombre de estructura semejante, como en italiano, donde se llama punto e virgola, el portugués, donde se llama ponto e vírgula, el catalán, donde se llama punt i coma, o como en francés, donde se llama point-virgule.

## Historia
El punto y coma tal y como se conoce actualmente empezó a ser utilizado por los humanistas italianos, aunque en esa época se le denominaba semicolon; este signo ortográfico fue rápidamente difundido en la imprenta.
El uso del punto y coma comenzó a principios del siglo XVI por el famoso impresor italiano Aldo Manucio, quien también inventó la fuente cursiva. Más tarde, su uso se extendió a la curia romana, donde, a instancias del propio papa Pío IV, el hijo de Aldo Manucio abrió una imprenta.
El significado del "punto y coma" en griego antiguo era diferente: podría haber tenido la función de los dos puntos modernos o, dependiendo de si la oración presentaba una interrogación o exclamación, de un signo de interrogación o exclamación. En el griego moderno, en cambio, solo tiene la función del signo de interrogación.
En España fue introducido por el gramático Juan Felipe Mey en 1606 con el nombre de colon imperfecto; no obstante, su implantación fue lenta debido a las dificultades para delimitar sus usos como signo intermedio frente a los dos puntos, que también se empleaban en la época con esa finalidad.

## Usos lingüísticos

### Oraciones con relaciones semánticas
- Se usa para separar ideas generales, por ejemplo:

María estaba muy triste por la calificación de su examen. + "tendrá que esforzarse más. = "María estaba muy triste por la calificación de su examen; tendrá que esforzarse más"
Está lloviendo mucho + No podremos ir caminando = Está lloviendo mucho; no podremos ir caminando...
Generalmente, también se puede sustituir por construcciones del tipo:
María estaba apenada por el examen y tendrá que estudiar más.
No podremos ir caminando porque está lloviendo mucho.

### Oraciones con gran extensión
- Para separar los elementos de una enumeración cuando se trata de expresiones que incluyen comas:

Había que estar en contacto con la naturaleza: dejar entrar el cielo, el mar y el viento; dormir sobre tablones, sobre el suelo; sentarse en sillas medio rotas. 
- Antes de las conjunciones o locuciones como pero, mas, aunque, sin embargo, por tanto, por consiguiente, cuando los periodos tienen cierta longitud (estilístico):

Trabajamos como locos en ese proyecto porque teníamos confianza; sin embargo, los resultados no fueron los que esperábamos. 
- Para unir dos proposiciones:

Muchos fueron los que querían llegar a la meta; pero [conjunción adversativa] fueron pocos los que pasaron.
Se puede utilizar también cuando se unen oraciones que dentro de ellas ya llevan coma.
- En oraciones muy largas: antes de las conjunciones aunque, mas, pero, entre otras.

Cuando dos oraciones se unen sin una conjunción. 
En general, entre dos oraciones ligadas, cuando el significado o la oportunidad de la segunda depende de la primera:
He venido en autobús; es que tengo el coche en el taller.
En oraciones donde sea necesario dar una pausa pero que sea otro apunte del mismo tema.

## Usos en informática
Históricamente ha sido utilizado para formar emoticonos, especialmente en servicios de chat, servicio de mensajes cortos (SMS) y mensajería en línea. Se utiliza en oraciones donde se tenga la intención de "guiñar el ojo" antes de continuar, o bien al finalizar la misma. Se acompaña de un paréntesis para simbolizar una boca sonriente ";)" y progresivamente se ha venido sustituyendo por los emojis; no obstante, todavía algunos artefactos electrónicos pueden tomarlo como orden para mostrar el emoji correspondiente al enviar el mensaje.
En ciertos lenguajes de programación es utilizado como finalización de una orden, como por ejemplo en JavaScript, SQL y también C++.